# 1917年ウッドロウ・ウィルソン大統領就任式
第28代アメリカ合衆国大統領のウッドロウ・ウィルソンの2回目の就任式は、1917年3月4日日曜日にワシントンD.C.のアメリカ合衆国議会議事堂のプレジデント・ルームで非公開で行われ、翌5日月曜日に議事堂のイーストポルティコで行われた。これは33回目となる大統領就任式であり、大統領としてのウィルソンと副大統領としてのトーマス・R・マーシャルの2期目の始まりとなった。ウィルソンの大統領就任宣誓は最高裁判所長官のエドワード・D・ホワイトが執り行った。
就任式のためにワシントンに集まった男性の群衆はホワイトハウスでピケを張り、女性参政権を要求していた女性たちに暴行を加えた。この暴力事件と女性参政権運動に関する報道は就任式そのものを覆い隠すほどであった。